# Dicrodon heterolepis
Dicrodon heterolepis — вид ящірок родини теїдових (Teiidae). Ендемік Перу.

## Поширення і екологія
Dicrodon heterolepis мешкають в прибережних районах Перу (від П'юри до Іки). Вони живуть в сухих тропічних лісах, зокрема мескітових лісах, трапляються на піщаних дюнах, в галерених лісах і чагарниках, серед скель, а також поблизу мангрових заростей і полів. Зустрічаються на висоті до 850 м над рівнем моря. Живляться рослинністю і безхребетними.